# Chyna
Chyna, egentligen Joan Marie Laurer, född 27 december 1969 i Rochester, New York, död 20 april 2016 i Redondo Beach, Kalifornien, var en amerikansk professionell wrestlare, glamourmodell och skådespelerska i ett antal TV-serier, filmer och pornografiska filmer. Hon hade roller i tv-serier som Pacific Blue, Tredje klotet från solen och Sabrina tonårshäxan.